# A Sister's Burden
A Sister's Burden è un cortometraggio muto del 1915 diretto da Robert G. Vignola. Prodotto dalla Kalem Company, il film fu interpretato da Henry Hallam, Alice Hollister, Anna Q. Nilsson, Harry F. Millarde.

## Produzione
Il film fu prodotto dalla Kalem Company.

## Distribuzione
Distribuito dalla General Film Company, il film uscì nelle sale cinematografiche USA il 10 maggio 1915.